# HD 223011
HD 223011，又名CD-4015239，SAO 231769、HR 9001，是一颗恒星，视星等为6.31，位于銀經344.81，銀緯-71.2，其B1900.0坐标为赤經23h 40m 44.7s，赤緯-40° -71.2′ 13″。